# Celebrity Equinox
El Celebrity Equinox es un crucero de la Clase Solstice operado por Celebrity Cruises, una subsidiaria de Royal Caribbean Group. Es un barco gemelo del Celebrity Solstice, Celebrity Eclipse, Celebrity Silhouette y Celebrity Reflection. Celebrity Equinox entró en servicio comercial para Celebrity Cruises el 31 de julio de 2009.
Kate McCue fue capitana del Celebrity Equinox hasta agosto de 2019 y la primera mujer estadounidense en ser capitana de un "mega" crucero.